# Тейшейра, Лоренн
Лоренн Мария Жералдо Тейшейра (порт. Lorenne Maria Geraldo Teixeira; род. 8 января 1996, Консельейру-Лафаети, штат Минас-Жерайс, Бразилия) — бразильская волейболистка. диагональная нападающая.

## Биография
Волейболом Лоренн Тейшейра начала заниматься в группе подготовки клуба «Маккензи» (Белу-Оризонти). В 2013 заключила свой первый профессиональный контракт с клубом «Брадеско» (Озаску), выступавшим во втором дивизионе чемпионата Бразилии. С 2014 неизменно играла уже за команды суперлиги национального первенства. Чемпионка Бразилии 2015, 3-кратный обладатель Кубка страны. В 2021—2022 выступала в Японии, а в 2022 заключила контракт с российским «Локомотивом» из Калининграда. В 2023 вернулась в Бразилию.
В 2012—2017 Тейшейра играла за сборные Бразилии разных возрастов, с которыми 6 раз становилась победителем и призёром мировых и континентальных первенств среди молодёжных и юниорских команд. В 2014 дебютировала в национальной команде, приняв участие в волейбольном турнире Южноамериканских игр, где стала обладателем бронзовой медали. Бразильская команда на этом турнире состояла в основном из молодых волейболисток, как и в розыгрыше Панамериканского Кубка следующего года, где также играла Тейшейра.
В 2019 году Тейшейра стала чемпионкой Южной Америки (получив приз лучшего игрока турнира), серебряным призёром Лиги наций, а также участницей розыгрыша Кубка мира и Панамериканских игр. Серебряный призёр чемпионата мира 2022.

### Клубная карьера
- 2007—2013 —  «Маккензи» (Белу-Оризонти) — молодёжная команда;
- 2013—2014 —  «Брадеско» (Озаску);
- 2014—2015 —  «Пиньейрос» (Сан-Паулу);
- 2015—2016 —  «Рексона-Адес» (Рио-де-Жанейро);
- 2016—2017 —  СеСИ-СП (Сан-Паулу);
- 2017—2019 —  «Озаску-Аудакс»/«Нестле-Озаску» (Озаску);
- 2019—2020 —  «Баруэри»;
- 2020—2021 —  «СеСК-Фламенго-Рио» (Рио-де-Жанейро);
- 2021—2022 —  «Сайтама Агео Медикс» (Сайтама/Агео);
- 2022—2023 —  «Локомотив» (Калининград);
- 2023—2024 —  «Озаску/Сан-Кристован Сауде» (Озаску);
- с 2024 —  «СеСИ-Бауру» (Бауру).

## Достижения

### Со сборными Бразилии
- бронзовый призёр Олимпийских игр 2024.
- серебряный призёр чемпионата мира 2022.
- 3-кратный серебряный призёр Лиги наций — 2019, 2021, 2022.
- двукратная чемпионка Южной Америки — 2019, 2021.
- бронзовый призёр Южноамериканских игр 2014.
- чемпионка мира среди старших молодёжных команд 2015.
- чемпионка Южной Америки среди старших молодёжных команд 2016.
- серебряный призёр чемпионата мира среди молодёжных команд 2015.
- чемпионка Южной Америки среди молодёжных команд 2014.
- бронзовый призёр чемпионата мира среди девушек 2013.
- серебряный призёр Южной Америки среди девушек 2012.
- победитель розыгрыша Панамериканского Кубка среди девушек 2013

### С клубами
- чемпионка Бразилии 2015;
  - серебряный (2025) и бронзовый (2019) призёр чемпионатов Бразилии.
- 3-кратный победитель розыгрышей Кубка Бразилии — 2015, 2016, 2018;
  - серебряный призёр Кубка Бразилии 2025.
- обладатель Суперкубка Бразилии 2015.
- серебряный призёр чемпионата России 2023.
- серебряный призёр розыгрыша Кубка России 2022.

- чемпионка Южной Америки среди клубных команд 2016.

### Индивидуальные
- 2015: лучшая диагональная нападающая молодёжного чемпионата мира.
- 2019: MVP чемпионата Южной Америки.